# Eddie Munster
Edward Wolfgang Munster (llamado familiarmente Eddie) es un personaje de televisión de la serie de televisión The Munsters interpretado por el actor Butch Patrick y es un niño licántropo. 

## Biografía

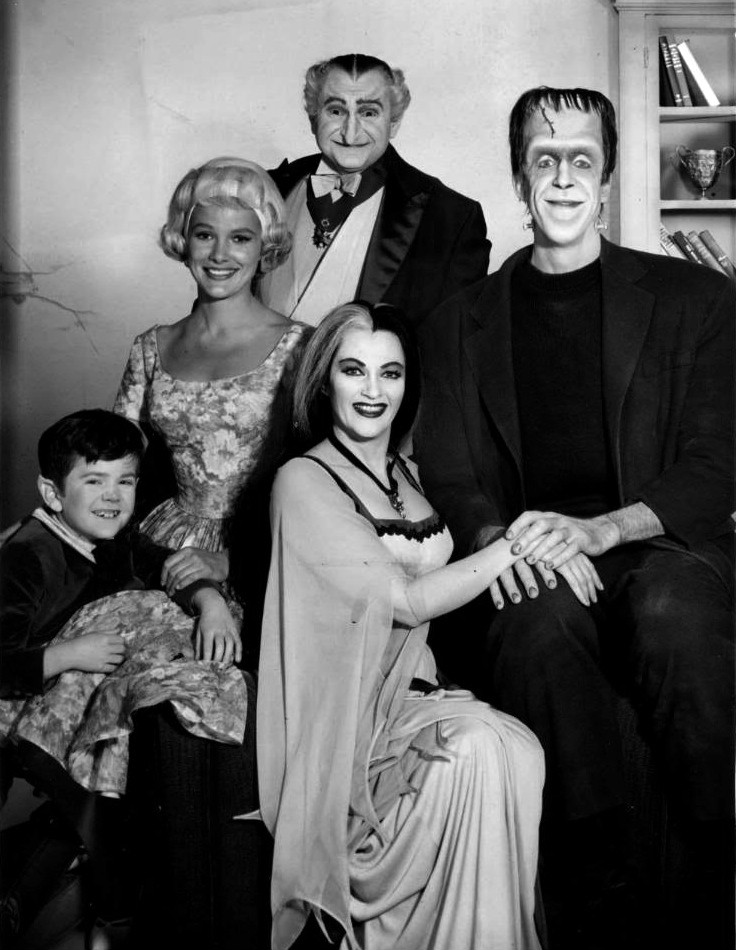
Reparto de los Munsters en 1964.

Eddie es el único miembro de la familia Munster que nació en los Estados Unidos. Es un niño de diez años e hijo de Herman Munster (el monstruo creado por Víctor Frankenstein) y Lily Munster (una vampira). Los otros miembros de la familia son su abuelo Sam Drácula y su prima Marilyn. Debe tener al menos un ancestro hombre lobo pues su tío Lester también es hombre lobo. Además tiene como mascota un dragón llamado Spot. 
Si bien es hombre lobo, también muestra comportamiento vampiro (lógicamente siendo hijo de una vampira) como por ejemplo, dormir en un ataúd. Tiene un muñeco llamado Wolf-Woof que se asemeja a Lon Chaney Jr en El hombre lobo. 
En el piloto de la serie el personaje era interpretado por el actor Happy Derman, quien interpretaba el papel de forma más agresiva y lobuna. Los productores de la serie pensaron que era demasiado hostil y lo reemplazaron por Patrick, quien interpretaba a un niño normal. 